# Битка код Колина
Битка код Колина (енгл. Battle of Kolín) била је део седмогодишњег рата (1756-1763). Код Колина је аустријски фелдмаршал Леополд Јозеф Даун 18. јуна 1757. победио пруског краља Фридриха II Великог.

## Позадина

### Пруска офанзива у Чешкој
Уласком Русије у седмогодишњи рат, а затим и Шведске, у пролеће 1757. је коалиција против Пруске коначно оформљена. Због надмоћности противника, Фридрих Велики се у почетку одлучио на стратегијску дефанзиву. Главне снаге груписао је у Саксонији, одакле је могао дејствовати према ситуацији, а био је спреман чак и да напусти неутврђени део Шлезије. Пошто су снаге коалиције биле још увек међусобно раздвојене, Фридрих је, користећи се готовошћу сопствене армије и погодном обухваном основицом, концентрично упао 18. априла са 4 колоне у Чешку да спречи правовремено извлачење аустријске војске и ту је примора на одлучујућу битку. Аустријске снаге су још биле у зимским становима: генерал Ференц Надажди са 15.000 људи код Оломуца, фелдмаршал Јохан Зербелони са 27.000 људи код Кенигреца (Храдец Кралове), генерал Кристјан Кенигсег унд Ротенфелс са 23.000 људи код Рајхенберга (Либерец), Фелдмаршал Максимилијан Браун са 40.000 људи између Будина и Прага, и генерал Карл Аренберг са 25.000 људи код Егера (Хеб).
Изненађени и без јединствене команде, Аустријанци нису могли да пруже отпор синхронизованом дејству пруских колона. Курт Шверин (са 35.000 људи) из Шлезије и војвода Аугуст Брауншвајг-Беверн (  - са 20.000 људи) од Цитауа кренули су низ реку Изер, а Фридрих (40.000 људи) од Пирне и принц Мориц (  - 20.000 људи)од Кемница потиснули су аустријске снаге Брауна и и Аренберга према Прагу. Пошто је изгубљен велики број магацина, веома важних за тадашњи начин ратовања, код Прага се, заједно са посадом тврђаве (око 13.000 људи) нашло око 74.000 Аустријанаца под командом Карла Лотариншког.
Пруси су на бојишту код Прага били надмоћнији (око 96.000 људи). Карло Лотариншки намеравао је да дочека  пруски напад на десној обали реке Влтаве. Међутим, Фридрих је оставио фелдмаршала Кита са 32.000 војника на левој обали реке Влтаве према Прагу, а главним снагама прешао је 5. маја реку северно од града и, наредног дана, спојио се са Швериновом колоном североисточно од града. У бици код Прага 6. маја Аустријанци су поражени, па су се повукли у тврђаву. И поред победе, ситуација Фридриха Великог није се битно изменила. Иако победници, Пруси су претрпели веће губитке него Аустријанци. Аустријски фелдмаршал Леополд Даун кренуо је 12. маја са 54.000 људи у деблокаду Прага. Фридрих је са 33.000 кренуо у сусрет аустријским снагама, са којима се сукобио у бици код Колина 18. јуна.

### Супротстављене снаге
Током пруске опсаде Прага у пролеће 1757, фелдмаршал Даун кренуо је са истока са 35.000 пешака, 19.000 коњаника и 60 топова у деблокаду града. Да би спречио продор Аустријанаца ка Прагу, Фридрих Велики је пошао у сусрет Дауну са 19.000 пешака, 14.000 коњаника и 28 топова. Пошто су положаји код Крихнова (чеш. Krychnov), иза реке Бечварке (чеш. Bečvárka), на којима се распоредио Даун, били неповољни за напад, Фридрих је пошао 18. јуна преко Плањана (чеш. Plaňany) друмом за Колин ради обухватног напада десног крила Аустријанаца. Пошто је увидео намеру Пруса, Даун је ноћу 17/18. јуна променио фронт и и посео висове између Кржечхора (чеш. Křečhor) и Поборжија (чеш. Poboři). Када је око 10 часова уочио промене у аустријском положају, Фридрих је одлучио да крене ка југу, настави марш до шумице јужно од Кржечхора и оданде пређе у напад на десно аустријско крило. Генералу Хансу Цитену наредио је да са 80 ескадрона одбаци аустријску коњицу и да штити леви бок пруске армије. Снаге на десном крилу (8 батаљона и 21 ескадрон) под Августом Брауншвајг-Беверном поселе су положаје код гостионице Златно сунце (чеш. Zlate slunce), ради ангажовања према ситуацији.

## Битка
Према том плану претходница под генералом Јоханом Хилзеном напала је у 14 часова Кржечхор и напредовала до шумице. У исто време је Ханс Цитен напао аустријску коњицу и потиснуо је преко увале западно од Радовесница. Снаге Хермана Трескова напале су фронтално на вис Кржечхор, док су снаге Кристјана Манштајна водиле борбу с противниковим десним крилом. Јохан Хилзен и Херман Тресков освојили су до 16 часова Кржечхор, па је изгледало да је битка добијена. Али, свеже аустријске снаге убрзо су повратиле шумицу и угрозиле Хилзенов леви бок. Нападом аустријске коњице са 80 ескадрона на истурено крило, око 18 часова пруски фронт је сломљен. Од Хилзенових и Тресковљевих батаљона само су остаци стигли до друма; потпуна катастрофа Пруса спречена је отпором групе за прихват код Златног сунца. Фридрих је одступио преко Плањана.

## Последице
Пруси су изгубили 13.700, а Аустријанци 7.800 људи. После овог пораза Фридрих Велики је прекинуо опсаду Прага и повукао се из Чешке.